# Anabropsis saltatrix
Anabropsis saltatrix är en insektsart som först beskrevs av Henri Saussure och Francois Jules Pictet de la Rive 1897.  Anabropsis saltatrix ingår i släktet Anabropsis och familjen Anostostomatidae. Inga underarter finns listade i Catalogue of Life.